# 臺北市政府體育局
臺北市政府體育局，是臺北市政府所屬一級機關，是臺北市體育事務的主管機關。

## 歷史

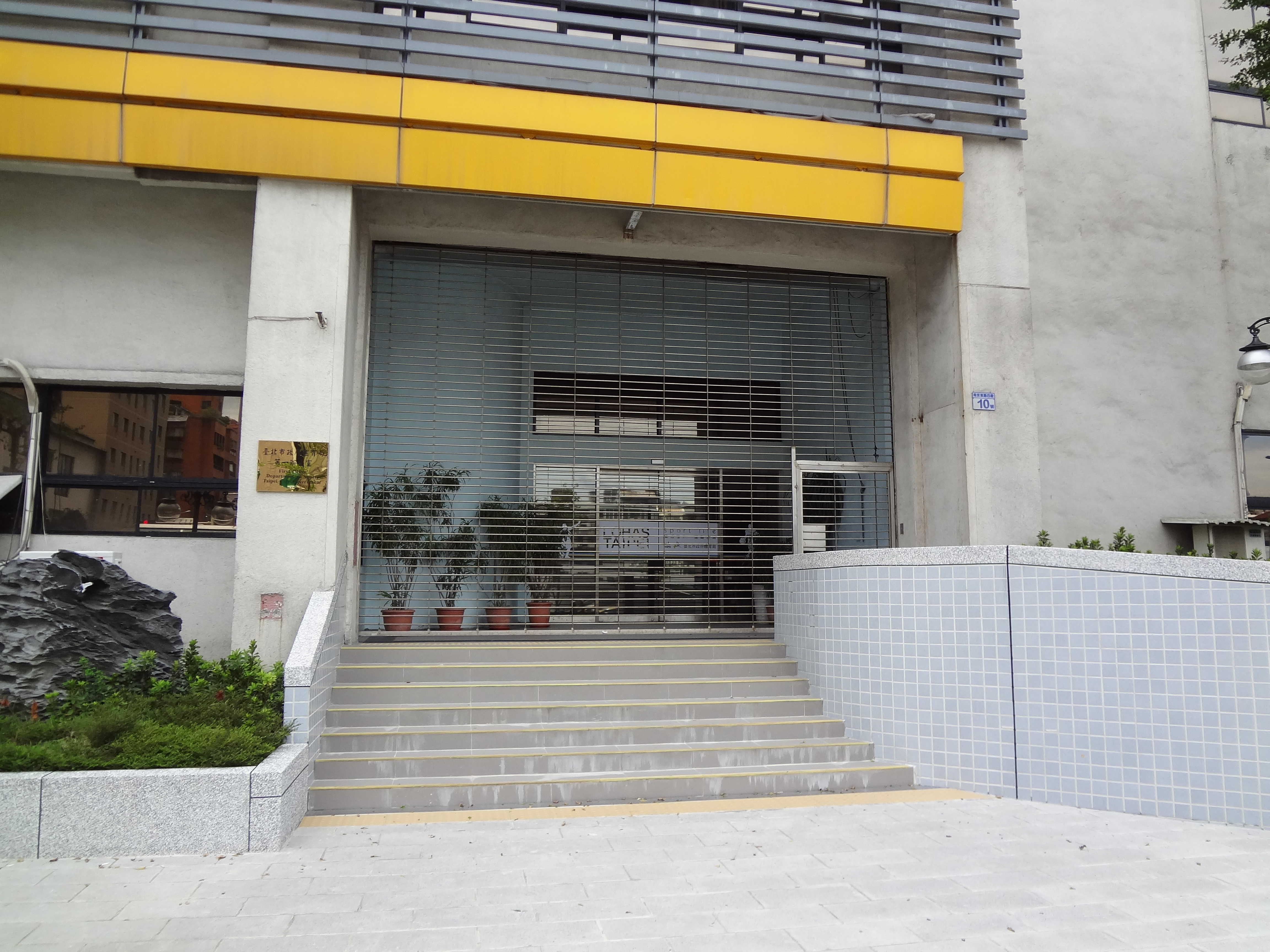
臺北市政府體育局第一辦公室

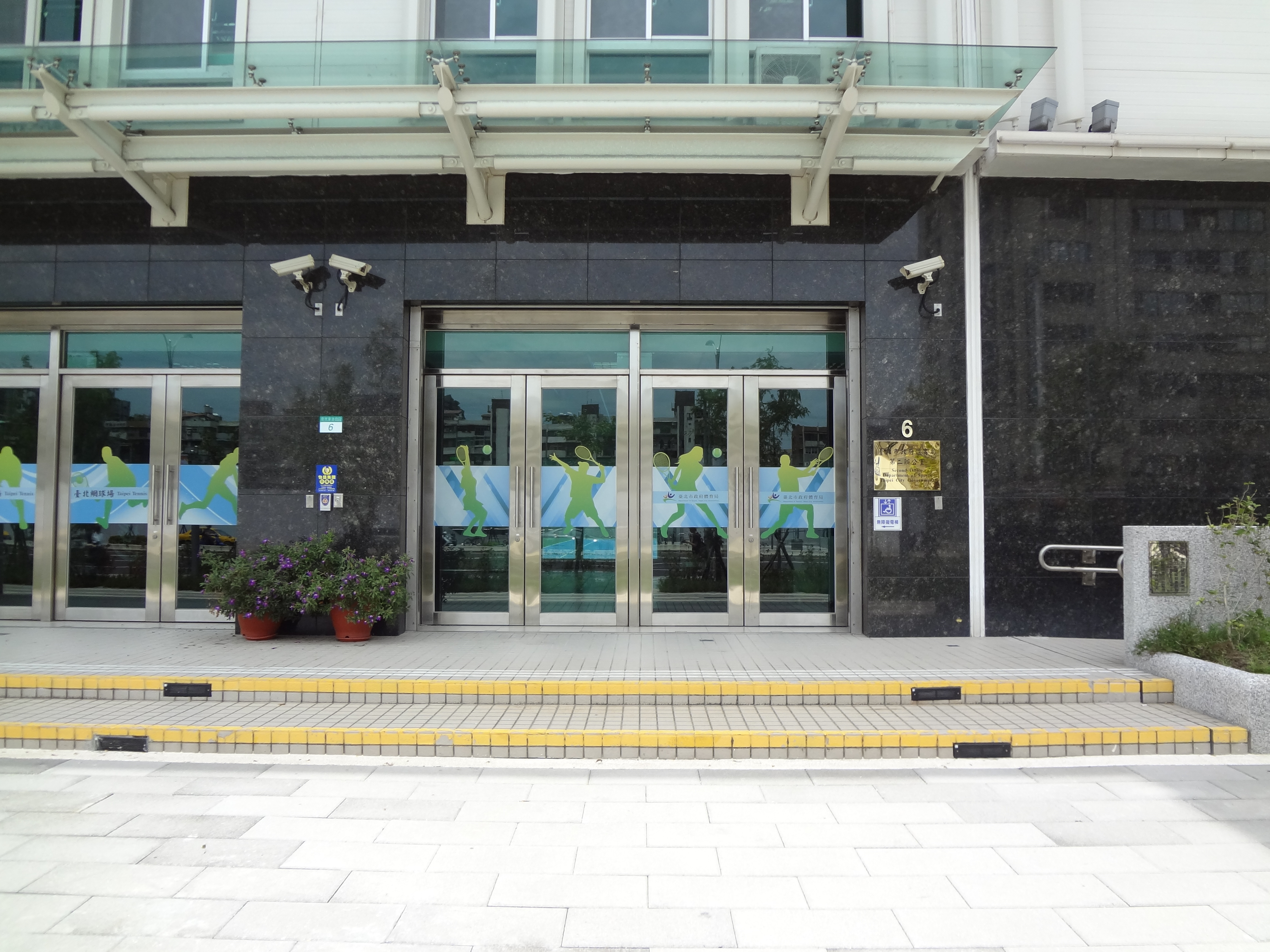
臺北市政府體育局第二辦公室

- 1956年2月，台北市政府成立台北市田徑場籌備委員會。
- 1956年4月，台北市田徑場正式動工。5月，台北市政府擬定〈台北市田徑場管理機構及組織規程〉與辦事細則，經提案後獲台北市議會通過。9月2日，台北市田徑場正式開幕。
- 1956年11月7日，「臺北市立體育場」奉台灣省政府核定成立。
- 2004年8月7日，臺北市立體育場升格為「臺北市體育處」，隸屬臺北市政府教育局。
- 2007年2月，臺北田徑場原址重建。
- 2009年5月，臺北田徑場完工並通過國際田徑總會（IAAF）一級認證。
- 2012年7年2日，臺北市議會審議通過臺北市政府體育局組織規程及編制案。
- 2012年8月10日，臺北市體育處升格為「臺北市政府體育局」。[1]

## 組織架構
- 局長
- 副局長
- 主任秘書

### 內部單位
- 綜合企劃科：負責督辦本局研考及行銷相關業務、規劃辦理本局教育訓練、風險管理及內部控制、會辦統整及協調各科室相關業務、辦理本局年度施政方針、施政計畫及中長程計畫之彙辦、編擬事項，體育運動政策、制度之綜合研擬、推動及協調事項、研擬臺北市市政白皮書撰擬事宜、督辦臺北市運動發展會議及本局出版品、規劃推動本局性別主流化業務、本科預算編列及控管等業務。

- 運動設施科：本科主要工作為本市公有公共運動設施與場館之規劃與推動、標準規範之建置、經營管理與維護及委託民間經營管理等事項。而本科自轄運動場館(地)之管理維護工作，包括持續加強臺北體育園區、天母運動園區、青年公園運動園區、新生公園棒球場、臺北市極限運動訓練中心、景美游泳池及各河濱公園運動場地及設施之管理維護工作。

- 競技運動科：負責全國性運動會與亞、奧運等國際競賽種類長期發展之規劃、推動與賽會申辦、競技運動人才選訓賽輔獎、運動科學訓練強化與運作及臺北市棒球隊組訓參賽等事項。

- 全民運動科：負責本市非亞、奧運等運動長期發展之規劃、推動與賽會申辦、特殊族群運動與社區體育發展之規劃與推動、市民運動之推展等事項。

- 輔導管理科：負責輔導民間體育團體辦理體育活動、輔導體育學術團體、臺北市民間體育社團法人及財團法人設置輔導與管理、推展國際城市體育交流合作及國際運動產業交流之規劃、推動、協調、執行及接待等事項、辦理臺北市運動志工整體規劃、招募、培訓與管理，以及其他有關事項。

- 運動產業科：負責運動中心委外營運案履約督導、各類運動場館稽查管理、運動產業發展輔導及其有關事項。

- 秘書室：負責一般事務行政管理；採購招標及驗收等相關事宜；出納管理；辦公處所通訊、清潔、文具、四省暨維護相關管理業務；財產及物品管理；車輛及駕駛管理；防災、防疫、安全防護作業暨駐警隊管理；文書收發暨檔案管理業務；臺北體育館地下停車場停車卷管理、本局綜合性業務。

- 會計室：負責辦理歲計、會計及統計事項。

- 人事室：負責辦理各項人事業務。

- 政風室：負責辦理政風事項。

- 臺北文化體育園區籌備處：為負責大巨蛋興建之專責單位。

## 歷任首長
| 任次                 | 姓名               | 就任時間           | 卸任時間           | 備註                                                                     |
| 臺北市立體育場場長   | 臺北市立體育場場長 | 臺北市立體育場場長 | 臺北市立體育場場長 | 臺北市立體育場場長                                                       |
| -------------------- | ------------------ | ------------------ | ------------------ | ------------------------------------------------------------------------ |
| 1                    | 謝承燻             | 1956年11月7日      | 1958年5月          | 臺北市立體育場首任場長                                                   |
| 2                    | 歐陽元添           | 1958年5月          | 1968年             |                                                                          |
| 3                    | 林鴻坦             | 1968年             | 1977年             |                                                                          |
| 4                    | 劉紹本             | 1977年             | 1985年             |                                                                          |
| 5                    | 蔡特龍             | 1985年             | 1994年             |                                                                          |
| 6                    | 鄭虎               | 1994年             | 1997年12月         |                                                                          |
| 代理                 | 官文炎             | 1997年12月         | 1998年             |                                                                          |
| 代理                 | 劉家增             | 1998年7月          | 1998年10月         | 由臺北市政府教育局督學劉家增兼代理場長。10月正式就任為專任場長。         |
| 7                    | 劉家增             | 1998年10月         | 2004年8月7日       | 臺北市立體育場改制為臺北市體育處。                                       |
| 臺北市體育處處長     |                    |                    |                    |                                                                          |
| 1                    | 劉家增             | 2004年8月7日       | 2007年2月12日      | 臺北市體育處首任處長                                                     |
| 2                    | 梁永斐             | 2007年2月12日      | 2008年2月21日      | 由臺北市立兒童育樂中心主任梁永斐轉任本處處長。                           |
| 3                    | 房振昆             | 2008年2月21日      | 2010年3月          | 由臺北市政府教育局專門委員房振昆轉任本處處長。                           |
| 4                    | 孫清泉             | 2010年3月          | 2012年3月          | 由臺北市大安區區長孫清泉轉任本處處長。                                   |
| 5                    | 陳良輝             | 2012年3月          | 2012年8月10日      | 由臺北市政府公務人員訓練處主任秘書陳良輝轉任本處處長。                   |
| 臺北市政府體育局局長 |                    |                    |                    |                                                                          |
| 代理                 | 丁若亭             | 2012年8月10日      | 2012年9月4日       | 由臺北市市場處處長丁若亭調任臺北市政府體育局局長首任副局長並兼代理局長。 |
| 1                    | 何金樑             | 2012年9月4日       | 2014年10月28日     | 由行政院體育委員會綜合計畫處處長何金樑調任；為臺北市政府體育局首任局長。 |
| 代理                 | 何金樑             | 2014年10月28日     | 2014年12月25日     | 由臺北市政府技監何金樑代理臺北市政府體育局局長。                         |
| 2                    | 楊忠和             | 2014年12月25日     | 2015年1月19日      | 2015年1月19日宣布請辭獲准。                                              |
| 代理                 | 丁若亭             | 2015年1月19日      | 2015年2月5日       | 代理臺北市政府體育局局長。                                               |
| 3                    | 洪嘉文             | 2015年2月5日       | 2016年6月20日      | 由新北市政府教育局副局長調任，2016年6月20日宣布請辭獲准。                |
| 代理                 | 劉家增             | 2016年6月21日      | 2016年7月14日      | 臺北市政府體育局副局長代理局長。                                         |
| 4                    | 鄭芳梵             | 2016年7月15日      | 2017年10月15日     | 由臺北市立大學副校長調任，2017台北世大運功成身退後請辭獲准。             |
| 代理                 | 蔡培林             | 2017年10月12日     | 2018年1月26日      | 臺北市政府體育局副局長代理局長。                                         |
| 5                    | 李再立             | 2018年1月26日      | 2022年12月25日     | 由國立體育大學教授兼任主任秘書調任。                                     |
| 代理                 | 蔡培林             | 2022年12月25日     | 2023年1月6日       | 臺北市政府體育局副局長代理局長。                                         |
| 6                    | 王泓翔             | 2023年1月6日       | 2025年3月18日      | 由宜蘭縣政府教育處長調任。                                               |
| 7                    | 游竹萍             | 2025年3月18日      | 現任               |                                                                          |

## 外部連結
- 臺北市政府體育局 （页面存档备份，存于）（繁體中文）（英文）